# Histoire philatélique et postale des Tuvalu
L'histoire philatélique et postale des Tuvalu débute avec l'accession à l'indépendance des Tuvalu et succède aux émissions philatéliques des îles Gilbert et Ellice. Le Bureau philatélique de Tuvalu émet ses premiers timbres de Tuvalu sous forme de timbres surchargés des îles Gilbert et Ellice et sont émis le 1er janvier 1976.

## Historique
Les Tuvalu sont une nation insulaire polynésienne située dans l'océan Pacifique, à mi-chemin entre Hawaï et l'Australie. Ses voisins les plus proches sont Kiribati, Nauru, Samoa et Fidji. Il comprend quatre îles récifales et cinq vrais atolls. Sa population de 10 472 habitants en fait le troisième État souverain le moins peuplé du monde. En termes de superficie physique, avec seulement 26 kilomètres carrés (10 milles carrés), Tuvalu est le quatrième plus petit pays du monde.
Tuvalu était autrefois les îles Ellice, une partie des îles Gilbert et Ellice qui se sont divisées en Kiribati et Tuvalu après avoir obtenu leur indépendance du Royaume-Uni en 1978 et 1979.
Le Bureau philatélique de Tuvalu a été créé le 1er janvier 1976, jour de la dissolution de la colonie des îles Gilbert et Ellice et de la création de Tuvalu avec un statut de dépendance britannique distinct. Il est l'organisme gouvernemental de Tuvalu qui émet de nouveaux timbres et enveloppes premier jour, qui sont achetés par des collectionneurs de timbres du monde entier. Le Bureau philatélique de Tuvalu est situé à Funafuti. Les premiers oblitérateurs de timbres-poste sont mis en service le même jour que sa création. La première émission est un ensemble de timbres définitifs avec des surcharges provisoires et un ensemble commémoratif de trois timbres,,. Tuvalu est devenu totalement indépendant au sein du Commonwealth le 1er octobre 1978.
À la fin des années 1980, Tuvalu a été impliqué dans une affaire judiciaire avec Clive Feigenbaum, qui était le président de la Philatelic Distribution Corporation (PDC). L'affaire judiciaire portait sur un contrat avec le gouvernement de Tuvalu relatif à des allégations de production délibérée de timbres comportant des erreurs destinés à être vendus à des collectionneurs à des prix gonflés. Selon le New York Times , "PDC a produit 14 000 erreurs délibérées: timbres aux centres inversés, éléments manquants ou variétés de perforations, qu'il a vendus à des prix gonflés",.
Tuvalu est devenu membre de l'Union postale universelle le 3 février 1981.
Les activités commerciales philatéliques sont autorisées par l'Ordonnance du Bureau philatélique de Tuvalu (1982). Karl Tili a été le premier directeur général tuvaluan du Bureau de 1989 au 31 décembre 2011.
Entre 1984 et 1988, des timbres ont été émis pour les îles individuelles - Funafuti, Nanumaga, Nanumea, Niutao, Nui, Nukufetau, Nukulaelae, Vaitupu.
En 2013, le gouvernement de Tuvalu proposait de fusionner le Bureau philatélique avec le bureau de poste de Tuvalu, qui est réglementé par la loi de 1977 sur le bureau de poste de Tuvalu. Le bureau de poste de Tuvalu n'est pas constitué séparément et est un département gouvernemental.

## Adresses à Tuvalu
L'adressage à Tuvalu est pratiquement inexistant. En 2018, moins de 10 rues de la capitale Funafuti portent un nom et seulement 100 maisons et 10 entreprises ont une adresse postale. La plupart des gens doivent se déplacer pour envoyer ou récupérer du courrier, et certains n'ont pas du tout accès aux services postaux. En 2018, Tuvalu Post, l'opérateur postal officiel du pays, a fait de la technique what3words une norme nationale pour les adresses, permettant pour la première fois les livraisons à domicile.